# Торстен Шпітлер
Торстен Франк Шпітлер (нім. Torsten Frank Spittler; нар. 7 листопада 1961, Аугсбург, Німеччина) — німецький футбольний тренер.

## Життєпис
Тренерську діяльність розпочав 1993 року в юнацькій команді німецького клубу «Мюнхен 1860». У 1998 році допомагав тренувати юнацьку збірну Німеччини (U-16). 
У 1999 році очолив національну збірну Непалу. У 2000 році працював головним тренером «Перак». Також працював тренером та технічним директором з футболу у різних країнах, таких як Непал, Ємен, Сьєрра-Леоне, Індія та Канада, спільно з німецьким Міністерством закордонних справ, Німецькою футбольною асоціацією (DFB) та Баварської футбольної асоціації (BFV). З 2006 по 2007 рік працював головним тренером канадської команди «Оканаган Челлендж» з футбольної ліги Тихоокеанського узбережжя, попередньо працюючи в Канаді як закордонний тренер Альбертської футбольної асоціації в 1999 році. Працював технічним директором у Мозамбіку. У жовтні 2015 року працював експертом з розвитку та розвитку талантів Оманської футбольної асоціації.
1 жовтня 2016 року призначений головним тренером Бутану. У 2019 році очолював юнацьку збірну М'янми (U-15). З 2020 року тренує нижчоліговий німецький клуб ТуС (Гольцкірхен).